# Hyphydrus lanzai
Hyphydrus lanzai är en skalbaggsart som beskrevs av Bilardo och Rocchi 1986. Hyphydrus lanzai ingår i släktet Hyphydrus och familjen dykare. Inga underarter finns listade i Catalogue of Life.